# Michael Browne
Michael Browne O.P. (Grangemokler, 6 mei 1887 - Rome, 31 mei 1971) was een Iers geestelijke en kardinaal van de Rooms-Katholieke Kerk.

## Opleiding en vroege loopbaan
Browne trad in 1903 toe tot de Orde der Dominicanen in Dublin. Hij studeerde vervolgens aan het Rockwell College, aan het convent van San Clemente in Rome en aan de Universiteit van Fribourg in Zwitserland. Hij werd op 21 mei 1910 priester gewijd. Hij was vervolgens tot 1919 novicenmeester van de Predikheren in Dublin. In 1919 keerde hij terug naar Rome, om er te doceren aan de dominicaanse Pauselijke Universiteit Sint Thomas van Aquino, beter bekend als het Angelicum. Professor Browne zou van 1932 tot 1941 rector magnificus zijn van deze universiteit. Daarvoor was hij prior van het dominicaans convent van San Clemente in Rome.

## Kardinaal
In 1955 werd pater Browne gekozen tot generaal-overste van de dominicanen. Als zodanig nam hij deel aan het Tweede Vaticaans Concilie. Paus Johannes XXIII creëerde hem kardinaal tijdens het consistorie van 19 maart 1962. De San Paolo alla Regola werd zijn titeldiakonie. Even daarna werd hij gewijd tot titulair aartsbisschop van Idebesso. De paus zelf diende hem de wijding toe, waarbij de kardinalen Giuseppe Pizzardo en Benedetto Aloisi Masella optraden als medewijdende bisschoppen. Als bisschoppelijke wapenspreuk koos hij Viae tuae veritas, uit Psalm 118 (Al Uw wegen zijn waarheid). Kardinaal Browne nam deel aan het conclaaf van 1963 dat leidde tot de verkiezing van paus Paulus VI. Hij overleed in een Romeins ziekenhuis waar hij langdurig werd opgenomen. Op Aswoensdag voorafgaand aan zijn dood, bezocht paus Paulus hem in het ziekenhuis. De kardinaal werd begraven op het dominicaans kloosterkerkhof in Dublin.
- Bibliothèque nationale de France: cb12206410n (data)
- Gemeinsame Normdatei: 1201034027
- International Standard Name Identifier: 0000 0000 4483 143X
- Library of Congress Control Number: no00067187
- Nederlandse Thesaurus van Auteursnamen: 075271419
- Istituto Centrale per il Catalogo Unico: TO0V582198
- Système universitaire de documentation: 030700582
- Virtual International Authority File: 71438844
- WorldCat: E39PBJy8m7DTxdKMP6XXRvcHG3